# 골무

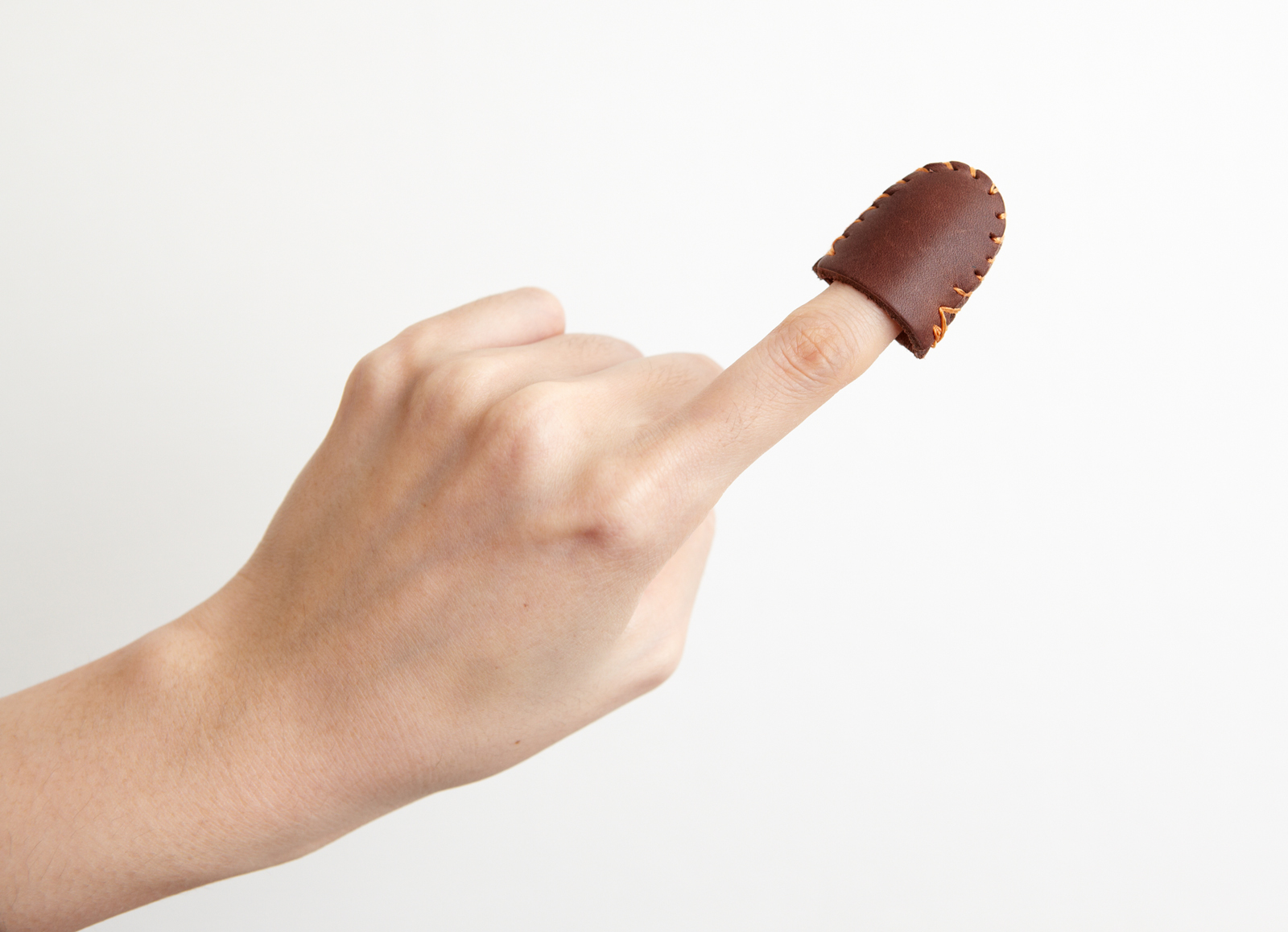
골무

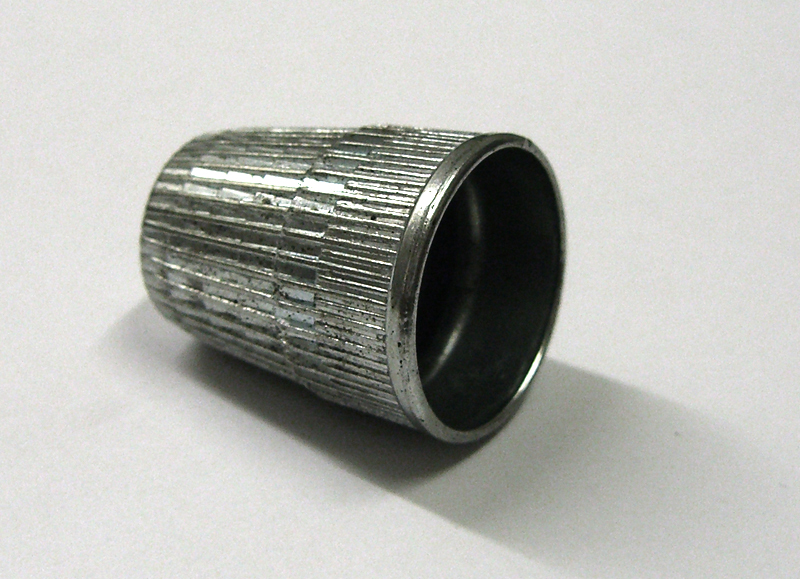
쇠골무

골무(영어: Thimble)는 바느질할 때 바늘로 인해 손가락이 다치는 것을 방지하거나 바늘을 눌러 밀어 넣기 위해 손가락에 끼워서 쓰는 재봉 용구이다. 보통 검지에 끼워서 사용한다. 오른손 중지 끝에 끼는 반지 모양의 골무도 있다. 골무는 직물뿐만 아니라 고무, 금속, 셀룰로이드 등 재질이 다양하다.
바느질 외의 용도로 강궁(強弓)을 쏠 때 엄지에 걸어서 쓰는 깍지 골무도 있다. 바느질 골무와는 생김새도 쓰임도 매우 다르다

## 역사
골무는 중국에서 약 4,500년 전에 명주가 생산되어 바느질에 필요한 현재의 1/4 가량의 짧은 바늘이 생겼는데 이 바늘을 사용하기 위해 골무가 발명되었다.
대한민국에서는 BC 1세기에 낙랑에서 사용된 것으로 추측되는 은으로 된 골무가 발견되었다.